# Papežská komise pro Latinskou Ameriku
Papežská komise pro Latinskou Ameriku je orgán Římské kurie založený 21. dubna 1958 papežem Piem XII. úzce spojený s Kongregací pro biskupy, jemuž předsedá týž prefekt; od roku 2010 je jím kardinál Marc Ouellet, P.S.S.

## Historie
Papežská komise pro Latinskou Ameriku byla založena 21. dubna 1958 papežem Piem XII. s cílem studovat problémy katolického života, obranu víry a šíření náboženství v Latinské Americe. Také si klade za cíl podpořit Radu latinskoamerických biskupských konferencí (CELAM) a koordinovat činnost s orgány v kurii jichž se problematika týká.
Tento orgán 30. listopadu 1963 Pavel VI. přičlenil ke generální radě Papežské komise pro Latinskou Ameriku.
Motem proprio z 18. června 1988 Jan Pavel II. provedl reorganizaci orgánu.
Komise se také zabývá podporou vztahů mezi různými institucemi, které jsou součástí římské církve a které mají na starosti Latinskou Ameriku, a mezi jednotlivými odděleními římské kurie.

## Pořadí prezidentů
- Kardinál Marcello Mimmi † (1958 – 6. března 1961 zemřel)
- Kardinál Carlo Confalonieri † (14. března 1961 – 15. srpna 1967 jmenováno prefektem Kongregace pro biskupy)
- Kardinál Antonio Samoré † (25. září 1967 – 1969 pensionován)
- Kardinál Carlo Confalonieri † (1969 – 25. února 1973 pensionován)
- Kardinál Sebastiano Baggio † (26. února 1973 – 8. dubna 1984 jmenováno prezidentem Papežské komise pro Vatikánský městský stát)
- Kardinál Bernardin Gantin † (8. dubna 1984 – 25. června 1998 pensionován)
- Kardinál Lucas Moreira Neves, O.P. † (25. června 1998 – 16. září 2000 pensionován)
- Kardinál Giovanni Battista Re (16. září 2000 – 30. června 2010 pensionován)
- Kardinál Marc Ouellet, P.S.S., od 30. června 2010

## Pořadí viceprezidentů
- Arcibiskup Antonio Samoré † (1962 – 25. září 1967 jmenován prezidentem téže papežské komise)
- Biskup Cipriano Calderón Polo † (3. prosince 1988 – 4. října 2003 pensionován)
- Arcibiskup Luis Robles Díaz † (4. října 2003 – 7. dubna 2007 zemřel)
- Arcibiskup José Octavio Ruiz Arenas (31. května 2007 – 13. května 2011)
- Profesor Guzmán Carriquiry Lecour, od 2. května 2014

## Pořadí sekretářů
- Arcibiskup Giuseppe Antonio Ferretto † (1958 – 1960 pensionován)
- Arcibiskup Antonio Samoré † (1958 – 1961 pensionován)
- Arcibiskup Francesco Carpino † (1961 – 7. dubna 1967 jmenován pro-prezidentem Kongregace pro bohoslužbu a svátosti)
- Kněz Michele Buro † (1970 – 1972 odstoupil)
- Kněz Michele Buro † (1981 – 1988 odstoupil)
- Kněz Guzmán Carriquiry Lecour (14. května 2011 – 2. května 2014 jmenováno viceprezidentem téže papežské komise)